# دارن بوگی
دارن بوگی (انگلیسی: Darren Boughey؛ زادهٔ ۳۰ نوامبر ۱۹۷۰) بازیکن فوتبال اهل بریتانیا است.
از باشگاه‌هایی که در آن بازی کرده‌است می‌توان به باشگاه فوتبال استوک سیتی، باشگاه فوتبال مکلسفیلد تاون، باشگاه فوتبال اکستر سیتی، باشگاه فوتبال ویگان اتلتیک، و باشگاه فوتبال استافورد رانجرز اشاره کرد.